# Лиша Раїса Савеліївна
Раїса Савеліївна Лиша (2 жовтня 1941, Єлисаветівка, Дніпропетровська область — 17 жовтня 2023) — українська поетеса, есеїст, художниця.

## Біографія
Народилася 2 жовтня 1941 року в селі Єлизаветівка Царичанського району на Приоріллі. Батьки — селяни, козацького роду. Мати — Наталія Демидівна Невгамонна (1903—1991) мала природний дар оповідача. Батько Савелій (Сава) Титович (1901—1984) юнаком був у війську УНР. У 1932 — розкуркулений, як і дід, і п'ятеро батькових братів; троє з них загинули від переслідувань у 30-ті рр.. Сім'ю було викинено з хати взимку з двома дітьми (менший трирічний Степанко помер від голоду в 1933).
Закінчила школу в рідному селі, російське відділення філологічного факультету Дніпропетровського університету (1959—1964). Працювала вчителем, коректором, журналістом обласної молодіжної газети, редактором технічних текстів, бібліографом. У 1970-1980-ті роки переслідувалась КДБ.
Друкувалася на сторінках журналів «Україна», «Київ», «Дзвін», «Сучасність» та «Світовид».
У 1970-80-і роки підготувала поетичні збірки «Скитська баба», «Вертепне», «З води й повітря», фантасмагорію-феєрію «Сніговий монах». У 1988 році вірші Раїси Лиші прозвучали на радіо «Свобода», де їх було названо подією року.
Разом з І. Г. Сокульським, Юрієм Вівташем, Орисею Сокульською та іншими у 1989 році видавала незалежний літературно-художній та громадсько-політичний журнал «Пороги». У 1990 році була учасником Всесоюзного фестивалю української поезії «Золотий гомін». У тому ж році стала лауреатом премії ім. Василя Стуса.
Окрема частина доробку — есеї та статті з образотворчого мистецтва, поезії, культури, релігії. Малярські твори Л. були представлені 1977 на виставці альтернативної образотвор-чости поетів «Прощання з кометою» в музеї Івана Гончара.
З 1992 року жила в Києві і працювала в редакції газети «Наша віра».